# یواس‌اس جک ویلیامز (اف‌اف‌جی-۲۴)
یواس‌اس جک ویلیامز (اف‌اف‌جی-۲۴) (به انگلیسی: USS Jack Williams (FFG-24)) یک کشتی است که طول آن ۴۴۵ فوت (۱۳۶ متر), overall می‌باشد. این کشتی در سال ۱۹۸۰ ساخته شد.